# Sütlü Nuriye
Sütlü Nuriye (tr. dal turco: "Nuriye con latte") o Nuriye tatlısı ("Nuriye dolce") è un dessert della cucina turca molto simile al baklava. La differenza fondamentale è che il nuriye è ricoperto da uno sciroppo di zucchero con latte e ha un aspetto luminoso e brillante. Poiché ha più latte che sciroppo, è più leggero del baklava e di altri dolci turchi di impasto con sciroppo.